# Marco Fólio Flacinador (cônsul em 318 a.C.)
Marco Fólio Flacinador (em latim: Marcus Folius Flaccinator) foi um político da gente Fólia da República Romana, eleito cônsul em 318 a.C. com Lúcio Pláucio Venão.

## Mestre da cavalaria (320 a.C.)?
Segundo Lívio Marco Fólio foi mestre da cavalaria (magister equitum) do ditador Caio Mênio Nepo em 320 a.C. segundo os Fastos Capitolinos, mas, segundo Lívio, a data correta seria 312 a.C.. Segundo ele, tanto o ditador como Flacinador renunciaram às suas magistraturas depois de serem acusados de operar contra a República, mas, depois de julgados pelos cônsules, foram honrosamente absolvidos.

## Consulado (318 a.C.)
Marco Fólio foi eleito cônsul em 318 a.C. com Lúcio Pláucio Venão. Neste ano, os cônsules conseguiram a rendição de Teano e Canúsio, na Apúlia, depois de devastarem seus territórios.

## Mestre da cavalaria (314 ou 313 a.C.)?
Segundo os Fastos, foi mestre da cavalaria novamente em 314 a.C., novamente de Caio Mênio Nepo, mas, segundo Lívio, o ditador seria Caio Petélio Libo Visolo, o que indicaria o ano de 313 a.C..